# Rudolph de Cordova
Rudolph de Cordova (Kingston, 10 de junio de 1859 – Londres, 11 de enero de 1941) fue un guionista y actor cinematográfico británico de origen jamaicano.

## Biografía
Nacido en Kingston, Jamaica, era hijo de un importante comerciante. En 1880 se trasladó a Londres para estudiar medicina, pero abandonó los estudios para hacerse actor. También su hermano, Leander de Cordova, emprendió la carrera de actor, trabajando en el cine y dedicándose igualmente a la dirección.
Rudolph de Cordova falleció en Londres, Inglaterra, en 1941. Había estado casado con la escritora y guionista Alicia Ramsey, con la cual colaboró firmando diversos trabajos teatrales, algunos de los cuales se adaptaron a la pantalla en la época del cine mudo.

## Filmografía

### Guionista
- Romeo and Juliet, de Francis X. Bushman y John W. Noble (1916)
- Whoso Findeth a Wife, de Frank Hall Crane (1916)
- A Daughter of the Old South, de Emile Chautard (1918)
- The Birth of a Race, de John W. Noble (1918)
- Trumpet Island, de Tom Terriss (1920)
- Roses in the Dust, de E. H. Calvert (1921)
- Doctor 'My Book' (1938)

### Actor
- The Greatest Power, de Edwin Carewe y Edward LeSaint (1917)
- The Brass Check, de Will S. Davis (1918)
- The Firing Line, de Charles Maigne (1919)
- The Glorious Adventure, de J. Stuart Blackton (1922)
- The Secret Kingdom, de Sinclair Hill (1925)